# Bystre-Chrzany
Bystre-Chrzany – wieś w Polsce położona w województwie mazowieckim, w powiecie przasnyskim, w gminie Krzynowłoga Mała. Ma status sołectwa.
| SIMC    | Nazwa            | Rodzaj     |
| ------- | ---------------- | ---------- |
| 0512183 | Bystre-Kurzyny   | przysiółek |
| 0512177 | Czarzaste-Błotki | przysiółek |

W latach 1975–1998 miejscowość administracyjnie należała do województwa ostrołęckiego.